# Aeroportul North Central West Virginia
Aeroportul North Central West Virginia (IATA: CKB, ICAO: KCKB, FAA LID: CKB) este un aeroport din Virginia de Vest, Statele Unite ale Americii ce deservește zona Clarksburg⁠(d). Aeroportul a fost tranzitat în 2019 de 83.604 pasageri.
Situat la o altitudine de 373 m, aeroportul dispune de 1 pistă.

## Infrastructură

### Piste
Aeroportul dispune de o singură pistă. Pista 03/21 are suprafața de asfalt și dimensiunile 7.800 picioare × 150 picioare. 